# Плопу (Дамбовица)
Плопу (рум. Plopu) насеље је у Румунији у округу Дамбовица у општини Титу. Oпштина се налази на надморској висини од 157 m.

## Становништво
Према подацима из 2002. године у насељу је живело 671 становника, од којих су сви румунске националности.